# Dário Essugo
Dário Cassia Luís Essugo (sinh ngày 14 tháng 3 năm 2005) là cầu thủ bóng đá người Bồ Đào Nha thi đấu ở vị trí tiền vệ cho câu lạc bộ Chelsea.

## Sự nghiệp câu lạc bộ

### Sporting CP
Essugo sinh tại Odivelas,  một huyện trong khu vực thủ đô Lisbon và gia nhập học viện đào tạo trẻ của Sporting CP năm 9 tuổi. Anh là cầu thủ trẻ nhất ra sân cho Sporting CP khi vào sân thay người vào phút cuối trong chiến thắng 1-0 trước Vitória de Guimarães vào ngày 20 tháng 3 năm 2021, chỉ 6 ngày sau sinh nhật lần thứ 16, phá kỷ lục cũ của Luís Figo.
Ngày 30 tháng 8 năm 2024, Essugo được đem cho Las Palmas tại La Liga mượn.

### Chelsea
Ngày 20 tháng 3 năm 2025, câu lạc bộ Chelsea đã hoàn tất việc chiêu mộ Essugo với phí chuyển nhượng 18,4 triệu £. Esugo chính thức đến Chelsea ngày 2 tháng 6 và anh được đăng ký vào đội hình 28 cầu thủ Chelsea tham dự FIFA Club World Cup 2025.

## Danh hiệu
Chelsea
- FIFA Club World Cup: 2025[8]